# TTサーキット・アッセン

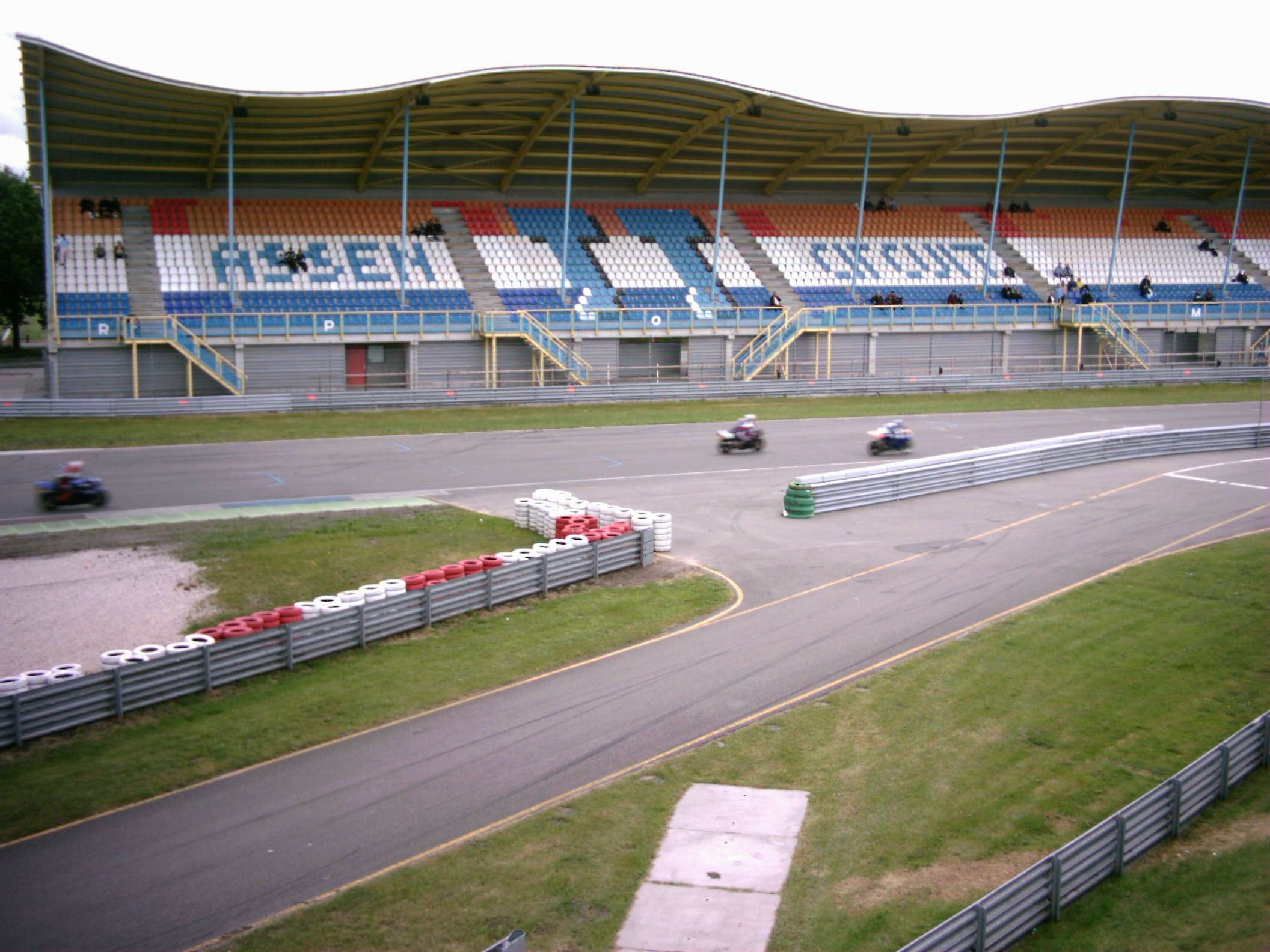
アッセン・サーキット

TTサーキット・アッセン（TT Circuit Assen）は、オランダのドレンテ州アッセンにあるサーキット。サーキット・ファン・ドレンテ(Circuit van Drenthe)とも呼ばれる。
ロードレース世界選手権（MotoGP）やスーパーバイク世界選手権の開催地のひとつとなっている。
ロードレース世界選手権ではオランダGPのことを一般にダッチTT（Dutch TT）と呼ぶ。ロードレース世界選手権の歴史上、ツーリスト・トロフィー（Tourist Trophy。略称：TT）と呼ばれてきたレースはTTという呼称を使用し続けている。
サーキット近くにある教会のミサのため、長らくMotoGPでは金曜予選、土曜決勝という珍しいタイムスケジュールになっていたが、2016年より土曜予選、日曜決勝へと移行した。ただ土曜決勝を行っていた時期でも、国内最大人気イベントとなるスーパーバイク世界選手権は日曜にレース2を行えていた。

## 歴史
- 1925年 現在よりやや北東に位置する公道コースで第一回ダッチTTを開催。コース長28.4km
- 1926年 現在の位置に開催場所を移す。コース長16.536km
- 1955年 現コースの元となるコースを建造。
- 1995年 スーパーバイク世界選手権の決勝レース中に永井康友が事故死。
- 2006年 コースを改修。
- 2009年 ブエルタ・ア・エスパーニャのグランデパールとして自転車でのレースが行われる。

## 特徴
以前は全長6kmを越え、MotoGP開催サーキットとしては最長のコースであったが、2006年の改修で前半部分が大幅に短縮され、4.555kmの長さのサーキットとなっている。
ターン7からターン8が最長のストレートとなっているが、MotoGPマシンを使っても300km/hに届かない。そのため低速サーキットと誤解される事がある。実際には最高速こそ出ないものの、ターン5以降はタイトターンが少ないことからアベレージスピードが非常に高く、平均速度はMotoGPを開催する全トラック中5位となっている。
メインストレッチ後の前半セクションはターンが連続し抜き所としては難易度が高く、ストレート後の8～9ターンがメインとなるが、ここでブレーキングをミスし、ランオフエリアへはみ出しショートカットペナルティを受けるライダーも珍しくない。
13ターン後のバックストレッチから高速コーナーでスピードを乗せ、最後のシケインで勝負に行くというのももう一つの勝負所。最終ターンからゴールラインまでは距離が短く、シケインの通過順位がそのまま最終順位になりやすいため、一か八かの一発勝負に出るしかないポイントである
アッセンは天候の変化が激しい。人々はこれを「ダッチ・ウェザー」（dutch weather）と呼ぶ。このような天候はオランダという国の地理的要因によるものである。オランダは国土が平地なので、上空の雲の移動や気圧の等圧線の移動が容易である。そのため、青空が広がっていたと思ったら、いきなり曇天になり、雹まで降ることがあり、その後また晴天になる、ということがある。
ブエルタ・ア・エスパーニャ2009でもこのダッチ・ウェザーにより、出走順によってレイン・コンディションであったりドライであったりと混乱させられることになった。

### 1983年当時の特徴
- 片山敬済は当時のアッセンについて次のように語っている。「アッセンは世界中のサーキットの中で、最も疲れやすい。休む暇なく、高速で、マシンをこじくりまわして走るからだ。どんなに体調がよくても、しんどくなってくる」（片山敬済）[3]
- 公道を使用している部分は、サイドカー・クラスのプラクティス終了後に、レース用にコースを横切るラインを刷毛塗りしたり[4]、スリップ防止のためにセンターラインの白線を焼け消したりした[5]。
- 当時はパドックの背後に池があり、プラクティス時に2匹のアヒルがこの池から出てきて、コース上を横切った。そのため、オーガナイザーはこのアヒルたちを別に池に移すという、珍事があった[6]。
- コースの路面がフラットではなく、断面にして蒲鉾形になる特徴的な路面を持つ。コーナーではバンクが付けられているが縁石はほとんどなく、白線が引かれているだけなのでアウト側にはらむとすぐにグリーンになってしまい、ライダーたちは神経を磨り減らしてコーナーをクリアーする必要があった[7]。